# Maylson
Maylson Barbosa Teixeira, mais conhecido como Maylson (São Bernardo do Campo, 6 de março de 1989), é um futebolista brasileiro que atua como volante. Atualmente, joga pelo Caruaru City Sport Club

## Carreira

### Grêmio
Maylson foi descoberto por olheiros do Grêmio em junho de 2005, quando disputava um campeonato amador pelo time do São Bernardo.[carece de fontes?]
Em 2007 sendo um dos jogadores que se destacavam nas categorias de base do Grêmio, Maylson acabou sendo promovido para o grupo profissional, já que este tinha falta de meias, como exemplo o fato de Tcheco estar punido pelo STJD e de Ramón estar contundido. Jogou a Copa São Paulo de 2008 pelos juniores do clube, mas depois foi novamente promovido aos profissionais.
Maylson é tido como uma grande promessa do Grêmio. Empresários já o observaram em março de 2008 e inclusive o jogador já teria recebido uma proposta de € 3 milhões da empresa Rogon.
Em novembro de 2008, Maylson foi convocado pelo treinador Rogério Lourenço para a Seleção Brasileira sub-20. Ele disputou o Sul-Americano Sub-20 de 2009. Em 26 de janeiro de 2009, Maylson fez o seu primeiro gol pela Seleção Brasileira Sub-20, após bater falta, contra o Chile Sub-20. O jogador que começou como reserva, conseguiu conquistar seu lugar durante a competição entre os onze e terminou como titular da seleção campeã do Campeonato Sul-Americano Sub-20.

### Sport
Após o Campeonato Gaúcho de 2011, sem muitas chances no time principal do Grêmio, Maylson foi emprestado ao Sport até o final do ano, para a disputa da Série B do Campeonato Brasileiro., no Sport ficou conhecido como avestruz, apelido já dado antigamente pela torcida do Grêmio.

### Portuguesa
Quando seu contrato de empréstimo com o Sport acabou, no final de 2011, voltou para o Grêmio e foi emprestado novamente, desta vez para a Portuguesa campeã brasileira da Série B em 2011

### Figueirense
Sem espaço no Tricolor Gaúcho, Maylson foi emprestado por 1 ano, para o Figueirense.

### Criciúma
Com o contrato terminado com o Grêmio, e o empréstimo terminado com o Figueirense (que lutava pela renovação de contrato), acabou acertando com o Criciúma, após ter recebido uma oferta superior dá do rival.

### Chapecoense
Maylson foi contratado pela Chapecoense, para competir no Campeonato Brasileiro Série A de 2015.
Nautico
Sua primeira passagem pelo Náutico foi em 2016 ficando até o final de 2017.
Segunda passagem pelo Nautico
Foi anunciado seu retorno em 2019.

## Estatísticas
| Clube       | Competição                              | Jogos | Gols |
| ----------- | --------------------------------------- | ----- | ---- |
| Grêmio      | Campeonato Brasileiro de 2007           | 2     | 0    |
| Grêmio      | Copa do Brasil de 2008                  | 1     | 0    |
| Grêmio      | Campeonato Brasileiro de 2008           | 1     | 0    |
| Grêmio      | Campeonato Gaúcho de 2009               | 5     | 0    |
| Grêmio      | Campeonato Brasileiro de 2009           | 11    | 0    |
| Grêmio      | Campeonato Gaúcho de 2010               | 18    | 9    |
| Grêmio      | Copa do Brasil de 2010                  | 3     | 1    |
| Sport       | Campeonato Brasileiro de 2011 - Série B | 23    | 3    |
| Portuguesa  | Campeonato Paulista de 2012             | 12    | 1    |
| Portuguesa  | Copa do Brasil de 2012                  | 2     | 0    |
| Portuguesa  | Campeonato Brasileiro de 2012           | 3     | 0    |
| Figueirense | Campeonato Catarinense de 2013          | 14    | 3    |
| Figueirense | Copa do Brasil de 2013                  | 5     | 3    |
| Figueirense | Campeonato Brasileiro de 2013 - Série B | 32    | 10   |
| Criciúma    | Campeonato Catarinense de 2014          | 7     | 1    |
| Criciúma    | Copa do Brasil de 2014                  | 1     | 0    |
| Criciúma    | Campeonato Brasileiro de 2014 - Série A | 4     | 0    |
| Chapecoense | Campeonato Catarinense de 2015          | 1     | 0    |
| Chapecoense | Copa do Brasil de 2015                  | 1     | 0    |
| Chapecoense | Campeonato Brasileiro de 2015 - Série A | 1     | 0    |
| Total       |                                         | 145   | 31   |

Atualizadas em 9 de maio de 2015.

## Títulos
Grêmio
- Campeonato Gaúcho: 2010
- Taça Fronteira da Paz: 2010

Seleção Brasileira Sub-20
- Campeonato Sul-Americano Sub-20: 2009

## Prêmios individuais
- Revelação do Campeonato Gaúcho: 2010
- Volante com mais gols no ano: 2013